# Pepsi & Shirlie
Le Pepsi & Shirlie sono un duo musicale britannico, formatosi a Londra nel 1985 e composto da Helen DeMacque e Shirlie Holliman.

## Storia
Il singolo di debutto delle Pepsi & Shirlie, Heartache, ha trovato successo a livello internazionale: ha infatti raggiunto la 2ª posizione nel Regno Unito, in Svizzera, in Belgio e nei Paesi Bassi, la 9ª in Nuova Zelanda e la 78ª negli Stati Uniti. È stato seguito da altri tre ingressi nella Official Singles Chart; in particolare, Goodbye Stranger al 9º posto. Il loro album di debutto, All Right Now, si è piazzato alla numero 69 nella Official Albums Chart e alla 133 nella Billboard 200. Dopo aver pubblicato il secondo disco Change nel 1991, il duo si è riunito in due diverse occasioni: nel 2000 per registrare i cori del singolo Bag It Up di Geri Halliwell e dal 2011 per varie esibizioni dal vivo.

## Discografia

### Album in studio
- 1987 – All Right Now
- 1991 – Change

### Singoli
- 1986 – Heartache
- 1987 – Goodbye Stranger
- 1987 – Can't Give Me Love
- 1987 – All Right Now
- 1988 – Hightime
- 1991 – Sometime